# Вяча (река)
Вяча (бел. Вяча) — река в Беларуси, в Логойском и Минском районах Минской области, левый приток реки Свислочь.
Длина реки — 40 км, площадь водосборного бассейна — 297 км², среднегодовой расход воды в устье — 0,8 м³/с, средний уклон реки 2 м/км.
Начинается у деревни Селище Логойского района, течёт по Минской возвышенности на юго-запад, впадает в Заславское водохранилище около агрогородка Сёмково Минского района. Долина трапециевидная, шириной 200—300 м. Склоны пологие и умеренно крутые, высотой около 2,5 м. Берега низкие, пологие. Пойма шириной 50-100 м. Русло извилистое, от устья на 13 км канализировано. Ширина реки в межень 4-8 м.
В низовьях образует залив, вызванный подпором Заславского водохранилища, в который справа впадает река Чернявка. В среднем течении на реке создано водохранилище Вяча, используемое в рекреационных целях. В водохранилище справа впадает река Черница.
Река протекает большое количество деревень, крупнейшие из которых Прудище, Семково, Великие Гаяны, Приселки, Беларучи, Алекшицы, Вяча, Марковщина, Мочаны, Пильница, Паперня, Рахманьки, Ошмянцы, Осово, Сёмков Городок.